# Потестас
Потестас (од глагола possum, posse (potesse) - моћи) представља могућност делања у разним сферама политичког жиота у Римској републици. Овом речи се у Риму означавала цивилна власт. У почетку је вероватно била синоним за империјум. Касније се издвојила. Потестас подразумева:
- Право предузимања ауспиција у оквиру града
- Право на издавање наредби које су важеће до краја службе
- Право сазивања народа у оквиру града
- Право сазивања Сената